# Biblioteca de la Academia de Ciencias de Lituania Tadas Vrublevskis
La Biblioteca de la Academia de Ciencias de Lituania Tadas Vrublevskis (en lituano: Lietuvos mokslų akademijos Vrublevskių biblioteka) es una biblioteca científica pública de importancia nacional en Lituania, como institución científica, cultural y educativa. Pertenece a la Academia de Ciencias de Lituania.
Se halla en Vilna, en la esquina de la calle Tadas Vrublevskis con la calle Žygimantų. La biblioteca es de consulta pública y sirve anualmente a unos 20.000 lectores.

## Historia

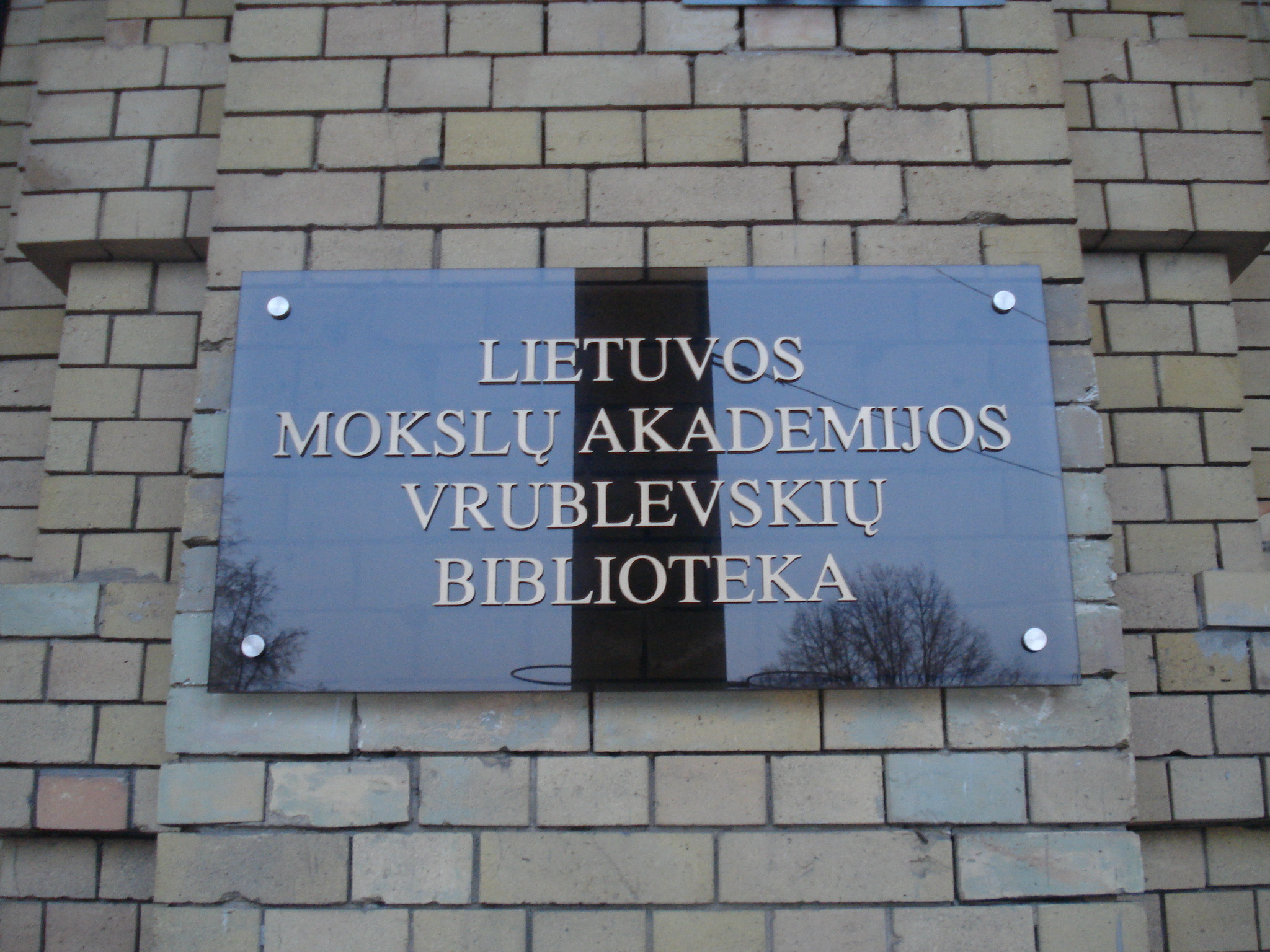
Placa en la fachada de la Biblioteca.

La biblioteca fue fundada en 1941 sobre la base de la biblioteca del sínodo evangélico reformado (fundado en 1557) y la biblioteca pública estatal de los descendientes de Tadas Vrublevskis, como Biblioteca Central de la Academia de Ciencias de la República Socialista Soviética de Lituania. Tras la Segunda Guerra Mundial los fondos en la biblioteca se han completado con ediciones y manuscritos de las bibliotecas cerradas en iglesias católicas y monasterios, museos nacionalizados, sociedades y haciendas, así como en las bibliotecas privadas de los Kosakovskis, los Tiškevičius y los Römer. 
Desde 2002 la biblioteca es parte de la Asociación de Bibliotecas Científicas de Lituania.
En otoño de 2009 la presidencia de la Academia de Ciencias de Lituania aprobó la iniciativa del director Juozas Marcinkevičius para devolver a la biblioteca su nombre histórico. El 31 de diciembre de 2009 sobre el edificio de la Biblioteca se colocó una placa por esta razón.

### Edificio

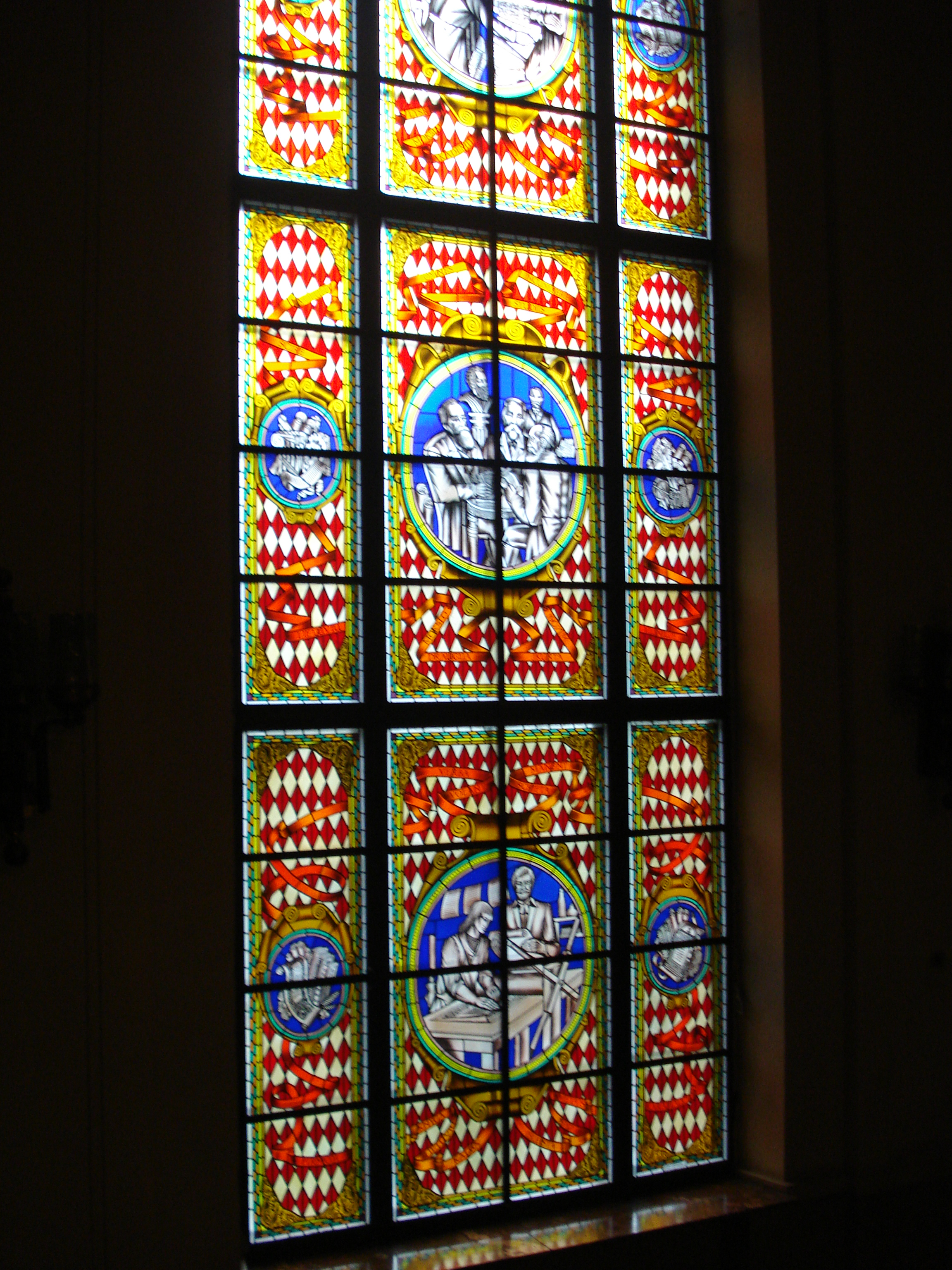
Vidriera de Bronius Bružas en el vestíbulo del edificio.

El edificio fue construido en 1885 por el arquitecto Kiprijonas Maculevičius. Es una casa de dos plantas con fachada de ladrillo amarillo. Un pórtico se separa de la fachada principal creando una terraza abierta. 
La propietaria era Klementina Tiškevičius, que arrendaba el edificio a la Sociedad de Artes y Ciencias de Vilna (instituida en 1907), que tuvo aquí su museo entre 1907 y 1914. Entre 1931 y 1941 estuvo instalada la Biblioteca Estatal de Eustachijaus y Emilijos Vrubleskis, compuesta por la colección de libros del abogado Tadas Vrublevskis. En 1944 se instaló en el edificio el Estado Mayor del 3r Frente Bielorruso. En el primer piso hay una escultura Jogaila y Jadvyga del escultor polaco Oskar Sosnovski (1810-1888). En 1979 se colocó sobre la ventana del vestíbulo una vidriera alegórica de la ciencia en Lituania del maestro vidrierista Bronius Bružas.

## Directores
- Petras Vaičiūnas – 1941–1945
- Juozas Jurginis – 1945–1948
- Vladas Banaitis – 1948–1950
- Stasys Brašiškis – 1950–1963
- Juozas Marcinkevičius – 1963–2010
- Sigitas Narbutas – 2010-

## Fondo
En 1985, el fondo reunía 3.5 millones de unidades de almacenaje, incluyendo 200.000 ediciones raras (63 incunables), doce mil atlas y mapas, 191.000 manuscritos, más de 1 400 pergaminos. En 2005 había 3.772.391 unidades de almacenaje y en 2008 había 3.797.732 copias. El crecimiento anual del fondo es de 70.000 copias. Comparte libros con 730 bibliotecas e instituciones científicas.

## Estructura

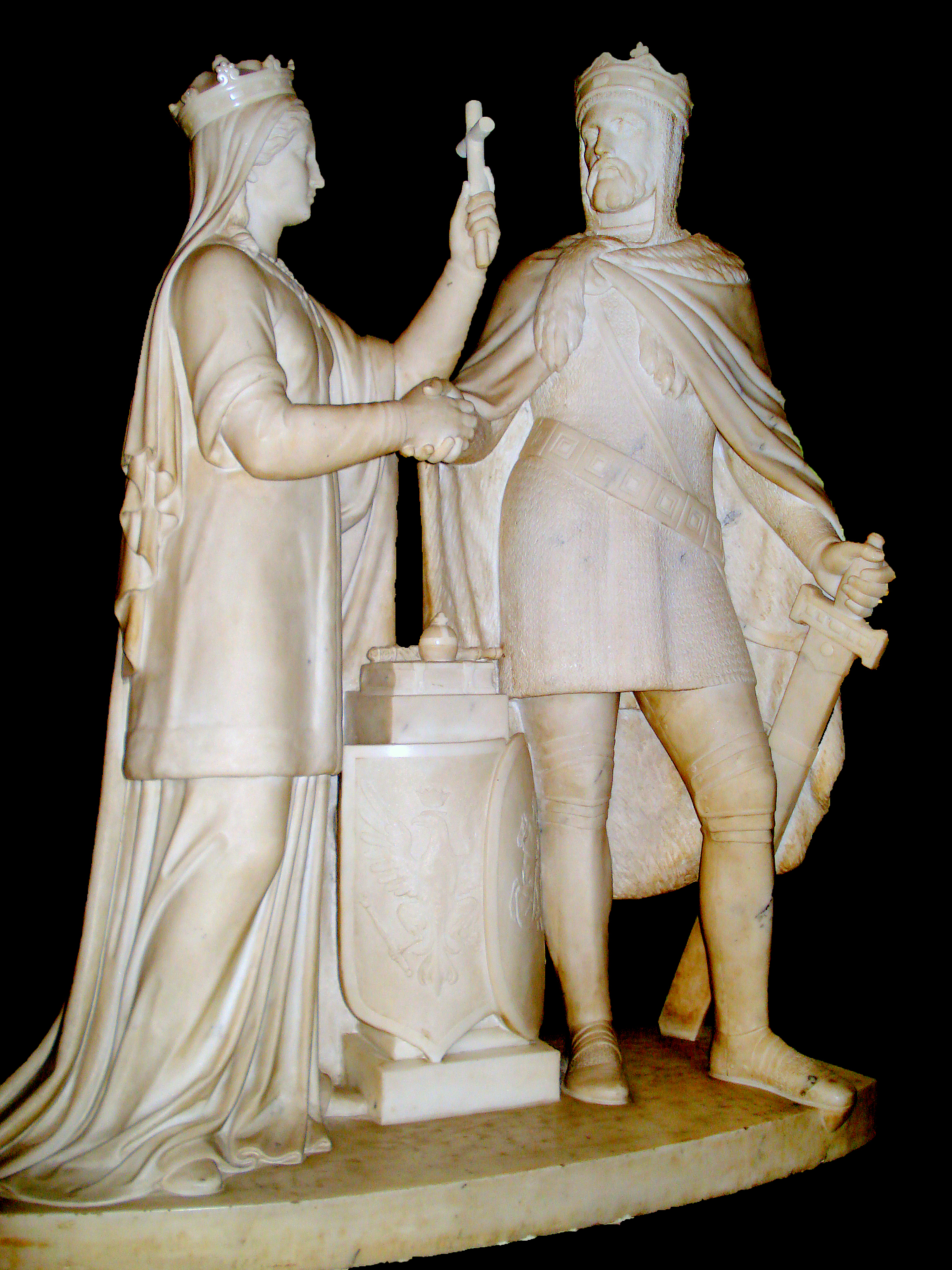
Jadvyga y Jogaila, de Oskar Sosnovski.

La biblioteca ópera en nueve Institutos científicos (Instituto de Química, Instituto de Física Teorética y Astronomía, Instituto de Física, Instituto de Ecología, Instituto de Cultura filosofía y arte, Instituto de Bioquímica, Instituto de Matemáticas e Informática, Instituto de Botánica, Instituto de Geología y Geografía.
En la biblioteca hay varios departamentos: Servicio de los fondos y usuarios, Catálogos, Manuscritos (fundados en 1941), Ediciones raras (fundado en 1957), Completamiento (1960), Información (1961), Conservación y restauración (1976), Periódicos antiguos (1991), Sistemas de información (2003) y diez salas de lectura.